# Mucuna novo-guineensis
Mucuna novo-guineensis là một loài thực vật có hoa trong họ Đậu. Loài này được Scheff. miêu tả khoa học đầu tiên.